# Denton Designs
Denton Designs — британская компания, занимавшаяся разработкой компьютерных игр. Была основана в сентябре 1984 года пятью бывшими сотрудниками компании Imagine Software (Джон Гибсон, Карен Дэвис, Стив Кейн, Грэхем Эверитт, Элли Ноубл). Базировалась в Ливерпуле. Изначально она специализировалась на разработке игр для платформы ZX Spectrum.

## Игры

### ZX Spectrum
- Bounces (1986)
- Cosmic Wartoad (1985)
- Double Take (1987)
- Enigma Force (1985)
- Flashpoint (1987)
- Foxx Fights Back (1988)
- Frankie Goes to Hollywood (1985)
- Gift from the Gods (1984)
- The Great Escape (1986)
- Madballs (1988)
- Quondam (1989)
- Roland's Rat Race
- Shadowfire (1985)
- Spy Hunter (1985)
- Transformers (1986)
- Troll (1988)
- Where Time Stood Still (1988)
- World Class Rugby (1991)

### Amiga
- E.T.'s Rugby League (1992)
- Super League Manager (1995)
- World Class Rugby '95 (1995)